# Kathleen Kenyon
Kathleen Mary Kenyon (5 de enero de 1906 - 24 de agosto de 1978) fue una destacada arqueóloga inglesa, especialmente de la cultura del Neolítico en la Creciente fértil y en las excavaciones de Jericó entre 1952 y 1958.

## Trayectoria
Kathleen Kenyon se graduó en el Somerville College de Oxford y fue la primera mujer en llegar a ser presidenta de la Academia Arqueológica de Oxford. La idea de estudiar Arqueología se la propuso Margery Fry, bibliotecaria en Somerville College. Su padre, Sir Frederic Kenyon, fue el director del Museo Británico. 
Después de graduarse, su primer trabajo de campo fue como fotógrafa para las pioneras excavaciones en el Gran Zimbabue en 1929, dirigidas por Gertrude Caton-Thompson.  
Posteriormente trabajó con el arqueólogo Sir Mortimer Wheeler y con su esposa Tessa Wheeler en sus excavaciones del yacimiento romano de Verulamium (la actual Saint Albans, en Inglaterra) 20 millas al norte de Londres. Trabajando cada verano entre 1930 y 1935, Kenyon aprendió de Mortimer Wheeler la meticulosa disciplina del registro estratigráfico. Wheeler le confió la dirección de la excavación del teatro romano. Desarrollaron el método Wheeler-Kenyon de excavaciones arqueológicas, un sistema que descansa en unidades de medida o divisiones del área de excavación. Kenyon insistió en que en la estratigrafía incluyera fosas, zanjas e interfaces en los estratos.
Entre 1931 y 1934 Kenyon trabajó simultáneamente en Samaria, bajo la administración del mandato británico de Palestina, con John Crowfoot y Grace Crowfoot. Allí Kenyon abrió una trinchera estratigráfica a través de la cima de la colina y en las laderas del norte y sur del yacimiento. Además de proporcionar material crucial para la estratigrafía de la Edad del Hierro de Palestina, obtuvo información estratigráfica para el estudio de la cerámica terra sigillata. 
En 1934 Kenyon se asoció con los Wheeler en la fundación del Instituto de Arqueología del University College de Londres. Entre 1936 y 1939 llevó a cabo importantes excavaciones en Jewry Wall en la ciudad de Leicester, que fueron publicadas en el Illustrated London News en 1937 con pioneros dibujos de reconstrucción del lugar del artista Alan Sorrell.
El 29 de abril de 1937 se fundó el Instituto de Arqueología de la Universidad de Londres y fue su primera directora hasta 1946. Después trabajó en las excavaciones de las Murallas Sutton en Sabratha. Fue además nombrada directora honoraria de la Escuela de Arqueología Británica de Jerusalén.
Durante la Segunda Guerra Mundial, Kenyon sirvió como Comandante de División de la Cruz Roja en Hammersmith, Londres, y más tarde como Directora en funciones y Secretaria del Instituto de Arqueología de la Universidad de Londres. 
Acabada la guerra, excavó en Southwark, en The Wrekin, Shropshire y en otros yacimientos de Gran Bretaña, así como en Sabratha, una ciudad romana de Libia. Como miembro del Consejo del Colegio Británico de Arqueología en Jerusalén Kenyon se implicó en los esfuerzos por reabrir el colegio después de la interrupción de la Segunda Guerra Mundial. 

### Jericó
En enero de 1951 Kenyon viajó a Trasjordania y emprendió las excavaciones en la orilla oeste de Jericó (Tell es-Sultan). Sus descubrimientos iniciales fueron expuestos por primera vez al público en la Dome of Discovery en el Festival de Inglaterra 1951 con dibujos de reconstrucciones de Alan Sorrell. Su trabajo en Jericó, entre 1952 y 1958, le dio fama mundial y estableció un importante legado en la metodología arqueológica del Levante.  Algunos de los descubrimientos pioneros concernientes a las culturas neolíticas del Levante se efectuaron en este antiguo asentamiento. Sus excavaciones de la amurallada ciudad y los cementerios de finales de la Edad del Bronce Antiguo, junto con sus análisis de la cerámica de estos periodos la situaron como una autoridad de este periodo. Kenyon centró su atención en la ausencia de ciertas cerámicas chipriotas en City IV, circunstancia por la que defendía una fecha de destrucción más antigua que la que habían considerado sus predecesores. Jericó fue reconocido como el asentamiento constantemente ocupado más antiguo de la historia gracias a sus descubrimientos. 
En 1953 descubrió siete cráneos modificado, con conchas marinas a modo de ojos y un revestimiento de yeso que probablemente imitaba las facciones del difunto. Se encuentran en museos de Jordania, Gran Bretaña y Canadá.
Paralelamente completó la publicación de las excavaciones en Samaria. Su volumen, "Samaria Sebaste III: The Objects", apareció en 1957. Habiendo completado sus excavaciones en Jericó en 1958, Kenyon excavó en Jerusalén desde 1961 hasta 1967, concretamente en la “Ciudad de David”.
En 1962 fue nombrada decana del St Hugh's College de Oxford.

## Premios y reconocimientos
- 1973 – NOMBRADADBE ("Dame Commander of the British Empire" - Dama Comendadora De la Orden del Imperio Británico).[11]
- El British School of Archaeology de Jerusalén y el Council for British Research in the Levant (CBRL), conformaron el Instituto Kenyon el 10 de julio de 2003 en su honor.[12]